# ماشا (ماخا)

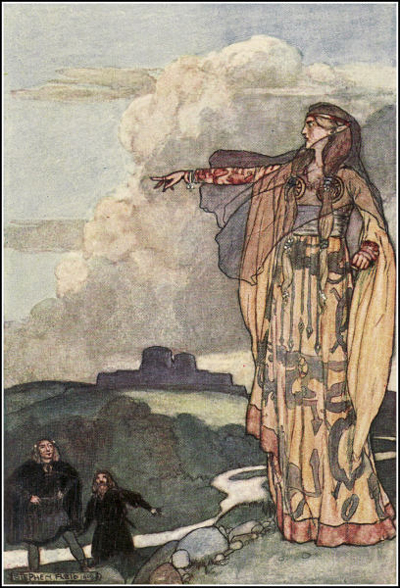
ماشا (ماخا) مردان اولستر را نفرین می‌کند اثر استفان رید

ماشا (ماخا) یک ایزدبانو در ایرلند باستان می‌باشد و همچنین نام شخصیت‌های مختلفی در اساطیر ایرلند نیز به شمار می‌رود. ماخا در کنار بدو و موریگان سه الهه هستند که به کرات در داستان چرخه اولستر ظاهر می‌شوند. علاوه بر این ماخا نام سه شخصیت جداگانه در اساطیر ایرلند است. ماخای اول همسر نمد رهبر سومین تهاجم افسانه‌ای به جزیره ایرلند است. دومین ماخا همسر یکی از فرمانروایان جنگجو ایرلند است و اما سومین ماخا همسر مردی اهل اولستر ایرلند به نام کرونخو است. از آن جایی که ماخا در حقیقت پرنده تیزپایی بوده که به شکل انسان درآمده, شوهرش ادعا می‌کند که او می‌تواند بر تمام اسبان پادشاه پیشی بگیرد. پادشاه, کرونخو را مجبور می‌کند که ادعایش را اثبات کند. ماخا با وجود این که باردار بود, موفق می‌شود اسبان شاه را شکست دهد اما به قیمت جانش تمام می‌شود. او در حالی که فرزندانی دوقلو به دنیا آورده است و نفس‌های آخر را می‌زند مردان اولستر را نفرین می‌کند که در هنگام نیاز به مدت پنج روز و چهار شب دچار ضعفی شوند که یک زن پس از زایمان دچار می‌شود. این نفرین باعث می‌شود که بعدتر ملکه مدب در جریان جنگ تان بوکولنا به اولستر حمله می‌کند و به جز کوهولین که تبارش به ایزد لوگ می‌رسید, بقیه پهلوانان اولستر به علت نفرین ماخا در جنگیدن ناتوان بودند. 